# Continental Team Differdange/Saison 2009
Mannschaft und Erfolge des Continental Team Differdange in der Saison 2009.

## Erfolge

### Erfolge in der UCI America Tour
Bei den Rennen der UCI America Tour im Jahr 2009 gelangen dem Team nachstehende Erfolge.
| Datum    | Rennen                                                  | Kat. | Sieger         |
| 14. Juni | Costa-ricanische Meisterschaft – Einzelzeitfahren (U23) | CN   | Grégory Brenes |
| 21. Juni | Costa-ricanische Meisterschaft – Straßenrennen (U23)    | CN   | Grégory Brenes |

### Erfolge in der UCI Europe Tour
Bei den Rennen der UCI Europe Tour im Jahr 2009 gelangen dem Team nachstehende Erfolge.
| Datum      | Rennen                                             | Kat. | Sieger            |
| 9. Mai     | 4. Etappe Giro della Regione Friuli Venezia Giulia | 2.2  | Nicolas Baldo     |
| 24. Mai    | 4. Etappe Flèche du Sud                            | 2.2  | Fredrik Johansson |
| 30. Mai    | SEB Tartu GP                                       | 1.1  | Hannes Blank      |
| 26. Juli   | Grand Prix de Pérenchies                           | 1.2  | Robert Retschke   |
| 25. August | Grand Prix des Marbriers                           | 1.2  | Robert Retschke   |

## Mannschaft

### Kader
| Name                 | Geburtstag         | Nationalität |              |
| -------------------- | ------------------ | ------------ | ------------ |
| Nicolas Baldo        | 10. Juni 1984      | Frankreich   |              |
| Nicolas Bazin        | 9. Juni 1983       | Frankreich   |              |
| Hannes Blank         | 30. April 1983     | Deutschland  |              |
| Grégory Brenes       | 21. April 1988     | Costa Rica   |              |
| Ludovic Capelle      | 27. Februar 1976   | Belgien      |              |
| Frank Dressler       | 30. September 1976 | Deutschland  |              |
| Jempy Drucker        | 3. September 1986  | Luxemburg    |              |
| Dominik Eberle       | 21. März 1990      | Deutschland  |              |
| Patrick Gressnich    | 13. November 1984  | Luxemburg    |              |
| Sébastien Harbonnier | 31. Dezember 1984  | Frankreich   |              |
| Cyrille Heymans      | 4. März 1986       | Luxemburg    |              |
| Benoît Joachim       | 14. Januar 1976    | Luxemburg    |              |
| Fredrik Johansson    | 18. März 1978      | Schweden     |              |
| Morten Knudsen       | 21. September 1981 | Dänemark     |              |
| Håkan Nilsson        | 29. August 1980    | Schweden     |              |
| Christian Poos       | 5. November 1977   | Luxemburg    |              |
| Robert Retschke      | 17. Dezember 1980  | Deutschland  |              |
| Tom Thill            | 31. März 1990      | Luxemburg    |              |
| Stagiaires           | Stagiaires         | Nationalität | Nationalität |
| Pit Schlechter       | Pit Schlechter     | Luxemburg    |              |

### Zugänge – Abgänge
| Zugänge                       | Team 2008            | Abgänge                    | Team 2009                     |
| ----------------------------- | -------------------- | -------------------------- | ----------------------------- |
| Benoît Joachim                | Team Astana          | Mads Rydicher              | Blue Water-Cycling for Health |
| Frank Dressler                | Mitsubishi-Jartazi   | Tjarco Cuppens             | PPL Belisol                   |
| Jempy Drucker                 | Fidea Cycling Team   | Mark Solberg               | PPL Belisol                   |
| Ludovic Capelle               | Rietumu Bank-Riga    | Carlo Kirsch               | Toproad Roeserbann            |
| Robert Retschke               | Team Mapei Heizomath | Thomas Bodo                | Unbekannt                     |
| Nicolas Baldo                 | Neoprofi             | David Claerebout           | Unbekannt                     |
| Grégory Brenes                | Neoprofi             | Sébastien Einsle           | Unbekannt                     |
| Dominik Eberle                | Neoprofi             | Erik Magnusson             | Unbekannt                     |
| Tom Thill                     | Neoprofi             | Christophe Masson          | Unbekannt                     |
| Patrick Gressnich (ab 01.07.) | Neoprofi             | Robert Schmitt             | Unbekannt                     |
|                               |                      | Claude Wolter (bis 30.06.) | Unbekannt                     |